# 海 (雑誌)
『海（うみ）』は、かつて発行されていた日本の月刊文芸雑誌で、1969年7月に、中央公論社）で創刊。「海」の題名は、「大漢和辞典」諸橋轍次編の「海闊従魚躍、天空任鳥飛」の語句に由来する。
1984年5月号で終刊し、季刊「中央公論文芸特集」に継承された（1995年9月で終刊）。
初代編集長は近藤信行。塙嘉彦（3代目）、高橋善郎らが務めたあと、1981年10月に宮田毬栄が6代目編集長に就任。宮田は休刊まで務めた。
現役の海外作家の作品を多く掲載した。また日本文学も、唐十郎の戯曲を掲載したり、SF作家・筒井康隆に純文学を執筆させるなど、既成「文壇」外の作家を多く起用した。

## 発刊記念号
創刊に先だつ1969年6月に「発刊記念号」を刊行。
当初、その号一冊を使って、三島由紀夫、安部公房、大江健三郎の三人による討論掲載するプランがあったが、大江が三島を評価していなかったことから拒絶し頓挫した。結局、武田泰淳、野間宏、安岡章太郎という組合せと村松剛、山崎正和、開高健、いいだ・ももという組合せの２つの座談会が掲載された。
その編集後記の中では、編集長の近藤が「世界史的な同時性という観点に立ち、インターナショナルな視野から新しい日本文学を創造していきたい」と書いた。

## 掲載された作品（海外文学）
- サミュエル・ベケット 「名づけられぬもの」
- アンドレ・ピエール・ド・マンディアルグ 「燠火」
- ヴァレリー・ラルボー 「ひとりぼっちのグウェニー」「庖丁」
- アラン・ロブ＝グリエ 「囚われの美女」
- A・カルペンティエール 「バロック協奏曲」
- ジャン＝マリ・ギュスターヴ・ル・クレジオ 「海への回帰」
- ガブリエル・ガルシア＝マルケス 「愛の彼方の死」
- ミラン・クンデラ 「失われた手紙」
- ジョン・アーヴィング 「インテリア・スペース」
- 金芝河 「大説『南』」
- ドナルド・バーセルミ
  - 「バルーン」「ガラスの山」「父の泣いている風景」ほか全7編　1978年1月号
- スコット・フィッツジェラルド
  - 「残り火」「氷の宮殿」「アルコールの中で」（村上春樹訳） 1980年12月号
- レイモンド・カーヴァー
  - 「大聖堂」「ぼくが電話をかけている場所」「足もとに流れる深い川」「菓子袋」「あなたお医者さま?」「ダンスしないか?」「出かけるって女たちに言ってくるよ」 （村上春樹訳・解説） 1983年5月号

## 掲載された作品（日本文学等）
- 三島由紀夫
  - 「癩王のテラス」 1969年7月創刊号
  - 「椿説弓張月」 1969年11月号
- 武田泰淳 「富士」
- 水上勉 「宇野浩二伝」
- 辻邦生 「背教者ユリアヌス」
- 大岡昇平 「ミンドロ島ふたたび」
- 吉田健一「東京の昔」「短編集 怪奇な話」
- 古井由吉 「円陣を組む女たち」
- 塩野七生 「海の都の物語」
- 吉本隆明 「書物の解体学」
- 野口武彦 「谷崎潤一郎」
- 水野忠夫 「マヤコフスキー・ノート」
- 唐十郎 「吸血姫」「海の牙」
- 後藤明生 「夢かたり」
- 筒井康隆 「家」「虚人たち」
- 田中小実昌 「ポロポロ」
- 色川武大 「生家へ」
- 種村季弘 「ナンセンス詩人の肖像」「山師カリオストロの大冒険」
- 倉橋由美子 「夢の浮橋」
- 小林信彦（文）、荒木経惟（写真） 「私説東京繁昌記」
- 村上春樹
  - 「中国行きのスロウ・ボート」 1980年4月号
  - 「フィッツジェラルド体験」 1980年12月号
  - 「同時代としてのアメリカ」 1981年7月号～1982年7月号・全6回
  - 「シドニーのグリーン・ストリート」 1982年12月号臨時増刊「子どもの宇宙」
- 柄谷行人「言語・数・貨幣」1983年4月号～同年10月号